# Polymastia affinis
Polymastia affinis är en svampdjursart som beskrevs av Thiele 1898. Polymastia affinis ingår i släktet Polymastia och familjen Polymastiidae.
Artens utbredningsområde är havet kring Japan. Inga underarter finns listade i Catalogue of Life.